# روري جيبس
روري جيبس (بالإنجليزية: Rory Gibbs)‏ هو مجدف بريطاني، ولد في 3 أبريل 1994.

## وصلات خارجية
- روري جيبس على موقع الاتحاد الدولي للتجديف (الإنجليزية)
- روري جيبس على موقع اللجنة الأولمبية الدولية (الإنجليزية)
- روري جيبس على موقع أوليمبيديا (الإنجليزية)
- روري جيبس على موقع اللجنة الأولمبية البريطانية (الإنجليزية)